# Atractus fuliginosus
Atractus fuliginosus — вид змій родини полозових (Colubridae). Мешкає в Південній Америці.

## Поширення і екологія
Atractus fuliginosus поширені на півночі Венесуели та на острові Тобаго.